# Nicksmühle
Die Nicksmühle Embken befindet sich im gleichnamigen Ortsteil Embken der Stadt Nideggen am Neffelbach im Kreis Düren (Nordrhein-Westfalen).
Die Mühle hat ein oberschlächtiges Wasserrad und verschiedene Mahlgänge. Sie hat mit 8 m Durchmesser das größte Wasserrad am Neffelbach und zählt damit zu den größten Wasserrädern des Rheinlands. Das Bauwerk wurde in den Jahren 2013 bis 2016 restauriert. Die Mühle und das Wasserrad sind funktionsfähig; das oberschlächtige Mühlrad dient u. a.  der Stromerzeugung. Das Haus wird als Wohnhaus genutzt.

## Denkmalbeschreibung
Nicksmühle, eine dreiseitige Hofanlage, liegt in der Niederung des Neffelbaches bei Embken und gehört zu einer Folge von Mühlenanlagen in dieser Region. Die ältesten Gebäude des Gehöftes sind zum einen das Mühlengebäude, zweigeschossig aus Bruchsteinmauerwerk, das Mahlwerk und der Wohnteil unter einem Dach vereinigt, zum anderen der Stall, ein Fachwerkgebäude auf Bruchsteinsockel, beide im 17. Jahrhundert erstellt. Die Scheune wurde später zugefügt. Die Mühlenanlage ist funktionstüchtig. Dem großen oberschlägigen Mühlrad wird das Wasser über einen Obergraben vom Neffelbach aus zugeführt. Die Mühle ist zur Verdeutlichung landwirtschaftlicher Produktionsprozesse sowie zur Veranschaulichung vergangener Arbeits- und Lebensweisen ein besonders eindrucksvolles Zeugnis.
Die Mühle ist unter Nr. 3 am 12. Januar 1983 in die Denkmalliste der Stadt Nideggen eingetragen worden. Der Mühlengraben ist unter den Nummern 125, 127 und 130 in die Denkmalliste eingetragen.